# 天主教拉努塞伊教區
天主教拉努塞伊教區（拉丁語：Dioecesis Oleastrensis）是天主教會在義大利的一個教區，屬卡利亞里總教區。
教區第一次被提及是於11世紀，但於420年併入卡利亞里總教區。教區於1824年11月8日恢復，改稱加爾泰利-努奧羅教區。
1927年6月5日，教座自托爾托利遷至拉努塞伊。1986年9月30日，教區的義大利文名稱改為現在的名字。
教區管轄奧利亞斯特拉省及卡利亞里省北部，2004年時有68,943名教友，佔轄區總人口99.7%。教區下轄34個堂區，有52名司鐸。
現任教區主教為安多尼·穆拉，榮休主教為安提約古·皮塞杜。